# Gary Owens (Baseballspieler)
Gary Michael Owens (* 5. Dezember 1986 in Greenville) ist ein Baseballspieler, der bei den Heidenheim Heideköpfen als Outfielder spielt.

## Karriere
2012 startete Owens in der Australian Baseball League bei den Roswell Invaders und 2013 zunächst bei den Adelaide Bite, bevor er zu Florence Freedom in die US-Minor-League wechselte. 2014 war er dort bei den Las Vegas Train Robbers. In der Baseball-Bundesliga startete er 2015 bei den Bad Homburg Hornets, 2016 für die Stuttgart Reds und seit 2017 bei den Heideköpfen. Im April 2023 wurde er zum Spieler der Woche gewählt.